# 馬尿
馬尿（馬嫽）是位於香港新界北區東北部的一個地方。
馬尿水為一個近海的丘嶺地帶，馬尿口有一條馬尿瀑。馬尿村位於觀音峒以北、黃竹涌以西、長排頭以南和馬尿河以東。